# The Golden Louis
The Golden Louis er en amerikansk stumfilm fra 1909 af D. W. Griffith.

## Medvirkende
- Anita Hendrie
- Adele DeGarde
- Owen Moore
- Charles Inslee
- Herbert Yost